# Горячевских, Степан Михайлович

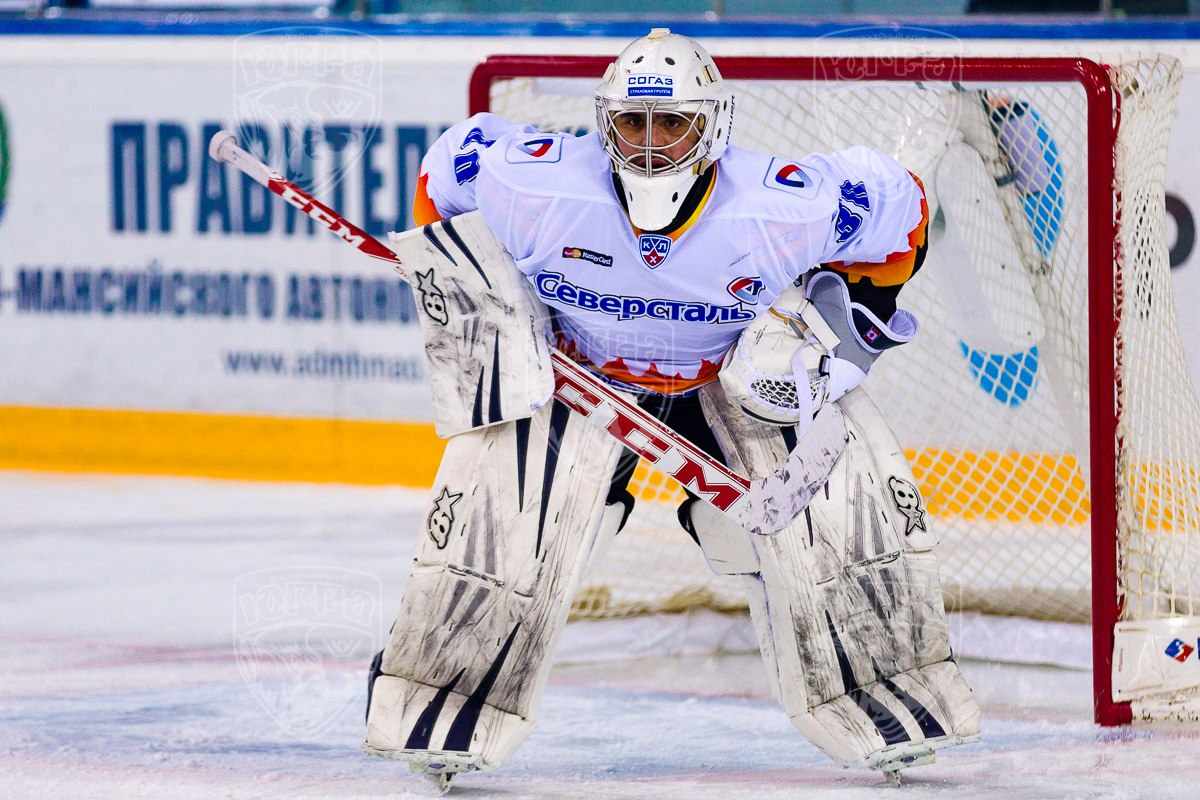
11 января 2016 года, «Югра» — «Северсталь»

Степа́н Миха́йлович Горяче́вских (род. 26 июня 1985, Нижнекамск, Татарская АССР) — белорусский хоккеист, вратарь.

## Клубная
В своём дебютном матче в Континентальной хоккейной лиге сыграл на ноль. 13 октября 2012 года «Донбасс» играл в гостях с чеховским «Витязем» и победил со счётом 1:0. Горячевских отразил все 30 бросков по своим воротам.

## Международная
В составе сборной Белоруссии принимал участие в четырёх подряд чемпионатах мира (2005—2008), однако на лёд выходил лишь однажды — в 2007-м году против сборной Канады. Матч закончился победой родоначальников хоккея со счётом 6:3, хет-триком в ворота Горячевских отметился Шейн Доан. Степан отразил 34 броска по своим воротам из 40. Канадцы стали победителями того чемпионата мира.

## Достижения
- Обладатель Братины: 2014 («Сарыарка»)

## Статистика

### Клубная карьера
(данные до 2011 г. не приведены)
Последнее обновление: 19 апреля 2014 года
|             |             |             | Регулярный сезон | Регулярный сезон | Регулярный сезон | Регулярный сезон | Регулярный сезон | Регулярный сезон | Регулярный сезон | Регулярный сезон | Плей-офф | Плей-офф | Плей-офф | Плей-офф | Плей-офф | Плей-офф | Плей-офф | Плей-офф |
| Сезон       | Команда     | Лига        | Игр              | В                | П                | Мин              | ПШ               | «0»              | КН               | %                | Игр      | В        | П        | Мин      | ПШ       | «0»      | КН       | %        |
| ----------- | ----------- | ----------- | ---------------- | ---------------- | ---------------- | ---------------- | ---------------- | ---------------- | ---------------- | ---------------- | -------- | -------- | -------- | -------- | -------- | -------- | -------- | -------- |
| 2011/12     | Донбасс     | ВХЛ         | 30               | 15               | 9                | 1580             | 57               | 1                | 2.16             | 91.4             | 7        | 4        | 3        | 407      | 11       | 3        | 1.62     | 93.6     |
| 2012/13     | Донбасс     | КХЛ         | 3                | 1                | 1                | 147              | 2                | 1                | 0.81             | 96.8             | —        | —        | —        | —        | —        | —        | —        | —        |
| 2013/14     | Сарыарка    | ВХЛ         | 33               | 21               | 8                | 2000             | 62               | 6                | 1.86             | 92.7             | 9        | 6        | 2        | 528      | 17       | 2        | 1.93     | 92.5     |
| Всего в КХЛ | Всего в КХЛ | Всего в КХЛ | 3                | 1                | 1                | 147              | 2                | 1                | 0.81             | 96.8             | —        | —        | —        | —        | —        | —        | —        | —        |

### Международные соревнования
| Турнир  | Место | Игр | В | П | Мин | ПШ | «0» | КН   | %    |
| ------- | ----- | --- | - | - | --- | -- | --- | ---- | ---- |
| ЧМ-2005 | 10    | 0   | — | — | —   | —  | —   | —    | —    |
| ЧМ-2006 | 6     | 0   | — | — | —   | —  | —   | —    | —    |
| ЧМ-2007 | 11    | 1   | 0 | 1 | 60  | 0  | 2   | 6.00 | 85.0 |
| ЧМ-2008 | 9     | 0   | — | — | —   | —  | —   | —    | —    |
| Всего   | Всего | 1   | 0 | 1 | 60  | 0  | 2   | 6.00 | 85.0 |